# Iphiclides podalirinus
Iphiclides podalirinus, cunoscut și sub denumirea tradițională de fluturele coadă de sabie de China este o specie de fluture din familia Papilionidae care poate fi găsit în China și Tibet. 
Această specie a fost considerată în trecut o subspecie a fluturelui Iphiclides podalirius.